# Михолап, Леонид Александрович
Михолап Леонид Александрович (род. 23 июля 1964 года деревня Городец Могилёвской области Белорусской ССР) — российский военачальник, начальник Военной академии РВСН имени Петра Великого (2019—2021), генерал-майор.

## Биография
Родился 23 июля 1964 года в деревне Городец Могилёвской области Белорусской ССР. После окончания школы в 1981 году поступил в Ростовское высшее военное командно-инженерное училище имени Главного маршала артиллерии Неделина М. И., которое успешно окончил в 1986 году. С 1987 по 1992 год прошёл все должности от инженера отделения до заместителя командира группы в 13-й ракетной дивизии 31-й ракетной армии (в/ч 68545). г. Ясный.
В 1992 году назначен на должность командира группы подготовки и пуска 621-го ракетного полка 13-й ракетной дивизии 31-й ракетной армии (в/ч 34074), а затем заместителем командира дивизиона этой же части.
В 1996 году окончил командный факультет Военной академии имени Ф. Э. Дзержинского и был назначен командиром дивизиона 565-го ракетного полка 13-й ракетной дивизии 31-й ракетной армии (в/ч 34000) посёлок Свободный Амурская область. В 1997 году назначен на должность начальника штаба этой же части с досрочным присвоением воинского звания «подполковник».
В 1998 году назначен командиром 175 ракетного полка 13-й ракетной дивизии 31-й ракетной армии. За высокие результаты в поддержании боевой готовности полк был занесён в Книгу Почёта РВСН. В 2000 году командиру полка подполковнику Михолап Л. А. досрочно присвоено воинское звание «полковник».
С 2003 года — 2004 год — заместитель командира 59-й ракетной дивизии (пос. Солнечный Карталинского района Челябинской области)
С 2004 года — 2005 год — командир 59-й ракетной дивизии (пос. Солнечный Карталинского района Челябинской области)
С 2005 года по 2010 год — заместитель начальника 4-го Государственного межвидового полигона Министерства обороны РФ Капустин Яр.
С ноября 2010 года по февраль 2012 года — командир 8-й ракетной дивизии (Юрья-2) 31-й ракетной армии.
С 2012 года по 2014 год — командир 60-й ракетной дивизии (Светлый) 27-й гвардейской ракетной армии.
Указом Президента Российской Федерации от 8 мая 2013 года № 468 присвоено очередное звание — генерал-майор.
С 2014 года по 2017 год — начальник 4-го Государственного центрального межвидового полигона Министерства обороны РФ Капустин Яр.
С 2017 года по 2019 год — слушатель факультета национальной безопасности и обороны государства Военной академии Генерального штаба Вооружённых сил Российской Федерации.
С 2019 года по 2021 год — начальник Военной академии РВСН имени Петра Великого.
В марте 2021 года освобождён от должности в связи с возбуждением уголовного дела по признакам состава преступления, предусмотренного ч. 4 ст.159 УК РФ (мошенничество в особо крупном размере).

## Награды
- Орден Почёта
- Медаль ордена «За заслуги перед Отечеством» 2 степени
- Юбилейная медаль «70 лет Вооружённых Сил СССР»
- Ведомственные награды Министерства обороны РФ